# Augusto Alvini
Augusto Alvini (Milano, 25 agosto 1903 – Milano, 1992) è stato un artista italiano. È stato padre della musicista Laura Alvini e nonno del filosofo Federico Ferrari.

## Biografia
Nel 1919 si iscrive alla Scuola Civica Superiore d'Arte del Castello Sforzesco e frequenta i corsi superiori serali dell'Accademia di Brera. Prosegue gli studi ai corsi diurni dell'Accademia di Brera dal 1924.

Nel 1931 una sua opera viene esposta alla Quadriennale di Roma
Nel 1948 partecipa alla Biennale di Venezia; alla Rassegna nazionale delle arti figurative.
Negli anni dal dopoguerra in poi la sua forma espressiva muta gradualmente da una forma figurativa verso forme astratte. Tale processo lo porterà a creare opere polimateriche, fino a sperimentare la scultura.

## Esposizioni
2014 La città e la memoria, mostra a Cascina Roma (Galleria d’Arte Moderna Virgilio Guidi): ENI, San Donato, le collezioni.